# Brett Brown
Brett Brown (South Portland, Maine, 16 de febrero de 1961) es un entrenador de baloncesto estadounidense, que actualmente es asistente en San Antonio Spurs.

## Trayectoria deportiva

### Universidad
Jugó durante cuatro temporadas con los Terriers de la  Universidad de Boston a las órdenes de Rick Pitino, siendo capitán sus dos últimos años. Acabó su carrera como el cuarto jugador con más asistencias de la historia de su universidad, con 404.

### Entrenador
Tras graduarse, ejerció como asistente de John Kuester en los Terriers, lo que compaginó con un trabajo en AT&T que le permitió ahorrar suficiente dinero para emprender un viaje a la aventura a Oceanía en 1987, visitando Nueva Zelanda, Fiji y Australia.
Estando en Australia contactó con Lindsay Gaze, entrenador de los Melbourne Tigers, el cual lo incluyó en su equipo de asistentes, fijando su residencia en el país y perteneciendo a los Tigers entre 1988 y 1993. A partir de ese momento desarrolló su carrera en aquel país, ganando el título de Entrenador del Año en 1994 y ejerciendo como asistente de la selección australiana durante 8 años. Posteriormente, en 2009 fue contratado como seleccionador nacional, puesto que ocupó hasta 2012, disputando el Mundial de 2010, y las Olimpiadas de 2012, donde llevó al equipo hasta los cuartos de final.
Tras un breve paso en la temporada 1988-89 de la NBA como director de operaciones de los San Antonio Spurs, regresó al equipo texano en 2002 para ejercer como director de operaciones con los jugadores dos años, y posteriormente asistente de Gregg Popovich entre 2004 y 2013.
Al finalizar la temporada 2012-13 de la NBA le propusieron sustituir como primer asistente de Popovich en los Spurs a Mike Budenholzer (que acababa de fichar por Atlanta Hawks), pero en vez de eso prefirió aceptar el puesto de entrenador principal de Philadelphia 76ers. El 24 de agosto de 2020, tras siete temporadas en el puesto, es destituido.
El 1 de julio de 2022 se hace oficial su regreso a San Antonio Spurs como asistente.

## Estadísticas como entrenador en la NBA
| Equipo       | Temp.   | P   | V   | D   | %V-D | Finalizó         | PP | VP | DP | %V-DP | Resultado                            |
| ------------ | ------- | --- | --- | --- | ---- | ---------------- | -- | -- | -- | ----- | ------------------------------------ |
| Philadelphia | 2013-14 | 82  | 19  | 63  | .232 | 5.º en Atlántico |    |    |    |       | No Playoffs                          |
| Philadelphia | 2014-15 | 82  | 18  | 64  | .220 | 4.º en Atlántico |    |    |    |       | No Playoffs                          |
| Philadelphia | 2015-16 | 82  | 10  | 72  | .122 | 5.º en Atlántico |    |    |    |       | No Playoffs                          |
| Philadelphia | 2016-17 | 82  | 28  | 54  | .341 | 4.º en Atlántico |    |    |    |       | No Playoffs                          |
| Philadelphia | 2017-18 | 82  | 52  | 30  | .634 | 3.º en Atlántico | 10 | 5  | 5  | .500  | Pierde en Semifinales de Conferencia |
| Philadelphia | 2018-19 | 82  | 51  | 31  | .622 | 2.º en Atlántico | 12 | 7  | 5  | .583  | Pierde en Semifinales de Conferencia |
| Philadelphia | 2019-20 | 73  | 43  | 30  | .589 | 3.º en Atlántico | 4  | 0  | 4  | .000  | Pierde en Primera ronda              |
| Total        | Total   | 565 | 221 | 344 | .391 |                  | 26 | 12 | 14 | .462  |                                      |